# René Pleven
René Pleven (Rennes, 1901. április 15. – Párizs, 1993. január 13.) francia jogász, politikus, a Negyedik Francia Köztársaság 8. és 9. miniszterelnöke.

## Pályafutása
Apja, Jules Pleven ezredes, a Saint-Cyri Katonai Iskola tanulmányi igazgatója, karrierjének nagy részét Marokkóban töltötte Hubert Lyautey mellett. René Pleven jogi diplomát szerzett, és a Párizsi Politikai Tanulmányok Intézetének elődjében is folytatott tanulmányokat.
1929 és 1939 között az amerikai Automatic Telephone Company európai képviseletének igazgatói posztját töltötte be. A Francia Légierő tartalékos őrmesteri rangban mozgósította, és 1939-ben és 1940-ben Jean Monnet utasítására a repülőgép és fegyvervásárlással megbízott delegáció vezetőjeként utazott az Egyesült Államokba. 1940. június 9-én Londonban találkozott Charles de Gaulle tábornokkal, és a hónap végén csatlakozott a Szabad Franciaország mozgalomhoz.
Francia Egyenlítői-Afrika országaiba utazott Philippe Leclerc de Hauteclocque-kal és Claude Hettier de Boislambert-rel, hogy megnyerjék a gyarmatokat a Szabad Franciaország mozgalomnak. Plevennek köszönhetően Csád 1940. augusztus 26-án csatlakozott az ellenálláshoz. De Gaulle bizalmi embere lett Pleven, és rendszeresen helyettesítette a tábornokot, ha szükség volt rá. Az Algírban székelő Nemzeti Felszabadító Bizottság gyarmatügyi megbizottja, 1944-ben Brazzaville-ben ő elnökölt a francia gyarmatbirodalmat érintő konferencián.
Charles de Gaulle első kormányában háromszor töltött be miniszteri posztot (gyarmatügyi, nemzetgazdasági és pénzügyminiszter), második kormányában ismét a pénzügyi tárcát kapta. Georges Bidault kormányában honvédelmi miniszter.
1950. július 12-én kormányt alakított. Augusztusban a francia parlament elé terjesztette az Európai Védelmi Közösség létrehozásáról szóló ún. Pleven-tervet, amely egy nemzetek feletti európai hadsereg felállítását javasolta. A tervet elutasította a nemzetgyűlés, de a párizsi szerződést sikerült Plevennek ratifikáltatni.
Henri Queuille második kormányában a nemzetvédelmi minisztérium élére került, majd Queuille harmadik kormányában miniszterelnök-helyettes. 1951. augusztus 11-én ismét kormányt alakított. Nemzetvédelmi miniszter volt Antoine Pinay, René Mayer és Joseph Laniel kormányában. Pierre Pflimlin miniszterelnök a külügyminisztérium élére hívta, Jacques Chaban-Delmas és Pierre Messmer kormányában igazságügyi miniszter.
1945-ben Côtes-du-Nord (ma Côtes-d’Armor) megye nemzetgyűlési képviselőjévé választották. Mandátumát 1969-ig megtartotta.

## Kapcsolódó szócikk
- Franciaország miniszterelnökeinek listája